# Metròpoli del Gran París
La Metròpoli del Gran París (en francès: Métropole du Grand Paris o MGP) és una metròpoli francesa que cobreix la ciutat de París i els seus suburbis més propers que l'envolten. La metròpoli va néixer l'1 de gener de 2016 i inclou la ciutat de París, els 123 municipis dels departaments suburbans (Alts del Sena, Sena Saint-Denis i Val-de-Marne) que eren part de l'antic departament del Sena, més set municipis en dos dels departaments externs, incloent els municipis d'Argenteuil a Val-d'Oise, i Paray-Vieille-Poste a Essonne, aquest últim amb part de l'Aeroport de París-Orly. El Grand París té 814 quilòmetres quadrats i una població de 7 milions de persones.
La Metròpoli és administrada per un Consell Metropolità de 210 membres, no elegits directament, però triats pels membres consells municipals. Les seves responsabilitats inclouen l'urbanisme, l'habitatge i la protecció del medi ambient.
La Metròpoli del Gran París no s'ha de confondre amb el Grand Paris Express, un nou sistema de transport que es desenvolupa de forma independent per connectar els departaments als suburbis de París.
Els municipis que són membres de la metròpoli (excepte París) estan dividits en onze divisions o EPTs (Établissement public territorial) sense sistema fiscal propi i amb un estatus especial. La ciutat de París conserva el seu estatus especial anterior i només és membre de la metròpoli del Gran París.

## Història
La idea del Gran París va ser originalment proposada per l'ex president francès Nicolas Sarkozy com "un nou pla global per a la regió metropolitana de París". Volia per primera vegada crear a un nou pla director de transport per a la regió de París i diferents plans per desenvolupar diverses àrees al voltant París. La "Métropole du Grand Paris" es va definir per la llei de 27 de gener de 2014 sobre la modernització de l'acció territorial pública i l'afirmació de ciutats com a part de l'Acta III de descentralització. Els plans van ser modificats considerablement el desembre de 2015, i el pas a l'acció en dues competències, el desenvolupament econòmic i la protecció del medi ambient es va retardar del 2016 al 2017.
El pla va ser anunciat el 17 de setembre de 2007 durant la inauguració de "La Cité de l'architecture et du patrimoine", quan Sarkozy va declarar la seva intenció de crear un "nou projecte integral de desenvolupament per al Gran París". El projecte va ser organitzat per l'Estat francès, amb el ministre de Cultura i Comunicació encarregat de coordinar el procés de consulta.
Al 2008 es va iniciar un concurs internacional d'arquitectura i arquitectura per al futur desenvolupament del París metropolità. Deu equips que agrupaven arquitectes, planificadors urbans, geògrafs i arquitectes paisatgístics van oferir la seva visió de construir una metròpoli de París del segle XXI en l'era posterior a Kyoto i realitzar un diagnòstic prospectiu per París i els seus suburbis que definia futurs esdeveniments al Gran París pels propers 40 anys.
Els arquitectes que lideraven els deu equips multidisciplinaris van ser: Jean Nouvel, Christian de Portzamparc, Antoine Grumbach, Roland Castro, Yves Lion, Djamel Klouche, Richard Rogers, Bernardo Secchi, Paola Vigano, Finn Geipel, Giulia Andi i Winy Maas.
Les primeres versions del pla van proposar reformes a l'estructura del govern local de la regió de París mitjançant la creació d'una comunitat urbana integrada que abastava la ciutat de París i la Petita Corona circumdant. No obstant això, aquestes van ser abandonades en gran manera a causa de la forta oposició de l'alcalde socialista de París, Bertrand Delanoë, i el líder socialista de la regió de l'Illa de França, Jean-Paul Huchon.

## Municipis

Divisions de la Metròpoli del Gran París

Els 131 municipis de la Metròpoli estan en dotze territoris.
| Territori                                | Municipis | Consellers |
| ---------------------------------------- | --------- | ---------- |
| T1 - Ville de Paris                      | 1         | 62         |
| T2 - Vallée Sud Grand Paris (VSGP)       | 11        | 11         |
| T3 - Grand Paris Seine Ouest (GPSO)      | 8         | 10         |
| T4 - Paris Ouest La Défense (POLD)       | 11        | 14         |
| T5 - Boucle Nord de Seine (BNS)          | 7         | 10         |
| T6 - Plaine Commune (PC)                 | 9         | 12         |
| T7 - Paris Terres d'Envol (PTE)          | 8         | 9          |
| T8 - Est Ensemble (EE)                   | 9         | 10         |
| T9 - Grand Paris - Grand Est (GPGE)      | 14        | 14         |
| T10 - Paris-Est-Marne et Bois (PEMB)     | 13        | 15         |
| T11 - Grand Paris Sud Est Avenir (GPSEA) | 16        | 17         |
| T12 - Grand-Orly Seine Bièvre (GOSB)     | 24        | 25         |
| Total                                    | 131       | 209        |